# 上杉朝定 (二橋上杉家)
上杉朝定（日语：／ Uesugi Tomochida，1321年—1352年）是日本南北朝時代武將，八條上杉家和扇谷上杉家前身二橋上杉家的當主。

## 生涯
元亨元年（1321年），朝定作為上杉重顯之子出生。由於重顯早死，朝定自幼便繼承家督，並且得到姑母上杉清子的保護，出仕於清子之子朝定的表兄足利尊氏和足利直義兄弟，由於在朝定捐贈領地予上杉氏的菩提寺丹後國光福寺時可見清子與其有關連，後來朝定得以在室町幕府位居要職也可能是受到清子的影響。
建武4年（1337年），年僅17歳的朝定獲任命為丹後守護和引付頭人。康永3年（1344年），朝定與尊氏直義兄弟之侄女異母兄足利高義之女成婚。同年，朝定成為內談方首任頭人，4年後可能因病貨便由石橋和義接任。
朝定與高師直均曾經擔任尊氏的執事，但是在觀應之亂爆發後，朝定轉投直義，與尊氏和師直對立。然而，與同為直義勢力的上杉一族上杉憲顯和上杉重能兄弟不同，尊氏嫡子曾經與師直一同前往朝定的居所拜訪，並且由此推測與師直早處於對立關係的憲顯和重能兄弟不同，朝定直至最後仍然為了和解而盡力，有些意見則認為朝定身體狀況不佳，難以與直義一同行動，因此才被尊氏勢力認為是能夠策反的對像，但是最終遭到朝定拒絕。正平6年或觀應2年（1351年）7月，直義表明不再從政，於京都離開時便派朝定與尊氏交涉，事後朝定仍然跟隨直義。
正平7年或觀應3年（1352年），朝定於信濃死去，原因不明，享年32歲，後來其養子上杉顯定前往鎌倉扇谷定居，是為扇谷上杉家。另外，犬懸上杉家家祖憲顯和重能之兄上杉憲藤戰死後，其兒子上杉朝房和上杉朝宗也可能成為了朝定的養子。